# Качур Сергій
Качур Сергій (*20 березня 1889, Івангород — †після 10 серпня 1925) — військовий і громадський діяч, просвітянин, вільний козак, член Центральної Ради від Всеукраїнської ради робітничих депутатів, член Малої Ради ЦР, головний комісар Правобережних залізниць, комісар шляхів України; хорунжий Армії УНР.

## Біографія
В «Описі життя» зазначав:
| “Народився у неграмотних козаків-батьків, які по незаможносте поступили пізніш на службу Південній залізниці путським сторожем і сторожихою коло с. Перекопівки Роменського пов. на Полтавщині. До 8 років пас корову, полов городину, ходив на жнива. Вступив до 2-клясової школи в Перекопівці, яку скінчив в 1904 році. Смерть батька (зосталось 6 сиріт) перешкодила учитись в Кременчуцькій Технічній школі, і я вступаю на 6-місячні телеграфні курси в Кременчуці, які скінчив на поч. 1907 р. В тому ж році учусь практикантом на надсмотрщика телеграфу. В 1910 р. забраний на військову службу до Варшавського Кріпосного військового Телеграфу, де скінчую однорічні курси надсмотрщиків Телеграфу і призначаюсь ним. 15 березня 1914 р. звільняюся з війська і вступаю надсмотрщиком Телеграфу Привіслянських залізниць. 12 квітня 1915 р. женюсь. Евакуіруюсь в Москву, пізніше Юзово, Курськ, де і застає Революція 1917 року. Переміщуюсь в Жмеринку на Поділлі, де проваджу активну роботу в Українськім відродженню: голова “Просвіти”, голова Залізничного куреня, Делегат на Всеукраїнський Робітничий з’їзд, Гласний Міської Ради, Член Об’єднаної Ради Шляхів України, Член Української Центральної Ради - Малої Ради, Окружний комісар, Головний Комісар Правобережних Залізниць, Комісар Шляхів України. Під час повстання проти Гетьмана і німців організовую вільне козацтво і Українські полки. Від 1908 р. займавсь самоосвітою - загальною і електротехнічною, багацько читаю, буваю в студентських гуртожитках. При окупації України московськими большевиками емігрував в Польщу, де і перебуваю з родиною. Сергій Качура. Краків. 22 травня 1922 рік”. |
Навчався в Українській Господарській академії в Подєбрадах, але звільнений Сенатом 24 січня 1923 року. Намагався вступити повторно до академії, але дістав відмову (1925).
10 серпня 1925 проживав у Парижі.